# Kenneth R. Mackenzie
Kenneth R. Mackenzie (1908-1991) – angielski uczony i tłumacz. Ukończył Dulwich College. Potem studiował filologię klasyczną w New College na Uniwersytecie w Oksfordzie. Pracował jako Clerk of Public Bills w Izbie Gmin. Wydał dwie książki na temat dziejów brytyjskiego parlamentu. Jako tłumacz literatury pięknej opublikował wierszowane przekłady Georgik Wergiliusza i Boskiej komedii Dantego Alighieri. Jego pierwszym przekładem z literatury polskiej było tłumaczenie poematu Juliusza Słowackiego W Szwajcarii. Najważniejszym dokonaniem translatorskim jest Pan Tadeusz Adama Mickiewicza, przełożony wierszem rymowanym. Wersja ta została uznana przez The Times Literary Supplement za najlepszy dotychczas wierszowany przekład epopei na język angielski. W uznaniu zasług dla kultury polskiej i jej promocji w świecie tłumacz został odznaczony Krzyżem Oficerskim Orderu Polonia Restituta.